# نيدسون (لاعب كرة قدم)
نيدسون هو لاعب كرة قدم برازيلي في مركز الهجوم، ولد في 21 فبراير 1992 في سلفادور في البرازيل. لعب مع نادي باهيا.

## وصلات خارجية
- نيدسون (لاعب كرة قدم) على موقع قاعدة بيانات كرة القدم.إي يو (الإنجليزية)